# Daldubidae
Daldubidae  (лат.) — вымершее семейство тараканосверчков (гриллоблаттиды, Grylloblattida), открытое в 1996 году в верхнекарбоновых отложениях Сибири (Стороженко, 1996).

## Описание
Вымершее семейство Daldubidae Storozhenko, 1996 является наиболее примитивным из всех гриллоблатидовых и обладает чертами сходства с примитивными тараканообразными. Например, у вида Dalduba faticana анальные жилки в переднем крыле слабо изогнуты. Предположительно, их личинки жили у кромки воды и, видимо, от них позднее произошли веснянки (Стороженко, 1996).

## Классификация
Семейство включает 2 ископаемых рода из Сибири.
- Род Dalduba Storozhenko, 1996
  - Вид Dalduba faticana Storozhenko, 1996
- Род Vrezalduba Storozhenko, 1996
  - Вид Vrezalduba nervosa Storozhenko, 1996